# Милан Жерајић
Милан Жерајић (Невесиње 12. октобар 1865 — Аранђеловац, 2. јул 1935) био је српски лекар, санитетски бригадни генерал, начелник санитета III армијске области у Скопљу, начелник санитета V армијске области у Нишу.

## Биографија
Милан Жерајић је рођен 12. октобра 1865. године у селу Миљевац код Невесиња (тадашња Турска царевина) у познатој породици Жерајић. Породица Жерајић одликовала се националном снагом, која је принела многе жртве за ослобођење и уједињење домовине.

### Школовање и студије у Русији
Након Босанско-Херцеговачког устанка послат је у Боку которску, где у Рисну завршава основну школу. Класичну гимназију завршава у Русији и као одличан ђак 1878. године ступа у Императорску Војномедицинску академију у Петрограду. Још као студент медицине послат је од стране Руског Војног министарства 1892. године у Самарску Губернију, где је учествовао у сузбијању заразних болести.

### Породица
Његов рођени брат био је хирург Ристо Жерајић. Његов брат од стрица био је Богдан Жерајић члан „Младе Босне”.

## Повратак и рад у Србији
Аустроугарске власти нису му дозволиле да се врати и ради као лекар у Херцеговини. Потом се обратио Србији која га прихвата и шаље као државног питомца 1893. године на специјализацију у Беч. Након повратка у Србију, примљен је у српску војску као војни лекар и 29. септембра 1894. године промовисан је у чин санитетског капетана II класе. Као војни лекар служио је у разним гарнизонима предратне Србије. Почетком 1898. године постаје лекар XIII пешадијског пука у Неготину. За управника Пожаревачке привремене војне болнице и трупног лекара истог гарнизона поставњен је 31. марта 1900. године. У чин санитетског мајора постављен је 6. јануара 1901. године. Након тога, 7. октобра 1903. године постављен је за управника Неготинске војне болнице и вршиоца дужности трупног лекара Неготинског гарнизона. За управника Тимочке војне болнице постављен је 24. априла 1904. године.

## Балкански ратови и Први светски рат
У Балканским ратовима 1912—1913. био је референт санитета Тимочке дивизије I позива.
Учествовао је у Кумановској бици и у опсади Једрена као начелник санитета Тимичке дивизије I позива, која је била у саставу Друге армије под командом војводе Степе Степановића. Чин пуковника добио је 20. октобра 1912. године. Године 1913. учествовао је у Бици на Брегалници, где се показао као храбар официр и као пожртвовани лекар у борби против колере. Постављен је за начелника санитета команде трупа нових области у Скопљу.
За време Првог светског рата од 1914. до 1916. године био је референт санитета Вардарске дивизијске области. Милан Жерајић се 1915. године повлачи са српском војском преко Албаније. На Солунском фронту изабран је за Начелника санитета добровољачког корпуса у Русији. Од 1916 до 1918. године био је Начелник санитета добровољачког корпуса у Русији. Овај корпус је водио жестоке борбе у Добруџи од августа до октобра 1916. године, па је повучен у резерву, а онда су наступила револуциона превирања и револуција (фебруарска и октобарска). За време боњшевичке револуције био је ухапшен заједно са члановима српске војне мисије, а крајем 1918. године враћен је у Југославију. Као председник Српског Црвеног крста у Русији донео је са собом штедну књижицу са 10.000 рубаља, коју је сачувао од бољшевика и предао је Црвеном крсту у Београду. После рата пензионисан је као пуковник.

## Повратак у службу
По потреби службе 26. новембра 1924. године санитетски пуковник Милан Жерајић реактивиран је и постављен у санитетско одељење III армијске области. Несебично се залагао 1925. године на сузбијању трбушног тифуса у околини Ђевђелије и са доста успеха. На предлог Министарства Војске и Морнарице 16. маја 1927. године постављен је за начелника санитетског одељења команде Осечке Дивизиске Области. Милан Жерајић је на предлог Министарства Војске и Морнарице 26. септембра 1928. године постављен за Начелника санитетског одељења V армијске области. У чин санитетског бригадног генерала унапређен је 17. децембра 1928. године. Пензионисан је 11. априла 1929. године као санитетски бригадни генерал на положају Начелника санитета V армијске области. Као пензионер живео је у Скопљу, где је уживао велико поштовање и углед.
Преминуо је изненада од срчане капи 2. јула 1935. године у Аранђеловцу, где је дошао да се опорави од болести.

## Стручна и општа књижевност
Дописни члан Српског лекарског друштва постао је 1898. године. Присуствује Првом конгресу српских лекара и природњака, који је одржан у Београду од 5-7. септембра 1904. године. Као војни лекар 1909. године објавио је уџбеник за извођење болничке наставе и службе у војсци „Болничка служба у рату и миру”, а 1929. године књигу „Профилакса и терапија инфекције и њених последица”. Књига Владана Ђорђевића „Болничарска служба” била је у употеби у војном санитету, све док се није појавила књига Милана Жерајића „Болничка служба у рату и миру”, да је замени. Објавио је више стручних радова штампаних у „Српском архиву за целокупно лекарство” и „Ратнику”. У руском часопису „Историјски вјесник” објавио је 1917. године чланак „Одступање српске војске кроз Албанију 1915. године” и у њему је изложио погибију више наших ратника као и свога брата хирурга Ристе Жерајића, од качачких напада из заседе. Сем стручне књижевности бавио се и општом књижевношћу. По одобрењу црногорског краља Николе превео је на руски језик „Балканску царицу”. Када је тај превод погледала специјалnа комисија, одређена од стране краља Николе, дело је било штампано 1894. године у Петрограду. За то је одликован колајном Данилова реда четвртог степена. У рукопису су остали његови преводи на руски Његошевог Горског вијенца и збирке родољубиве поезије Косовски божури од Филиповића.
Милан Жерајић се налазио у одбору за подизање споменика Петру Петровићу-Његошу у Београду. Носилац је великог броја домаћих и страних одликовања.

## Одликовања
- Златна медаља за храброст
- Орден Светог Саве II реда
- Орден Светог Саве IV реда
- Крст милосрђа
- Орден Белог орла V реда
- Колајна Данилова реда IV реда

## Дела
- Жерајић М., Балканска царица, превод на руски језик, издање 1894 и 1912.
- Жерајић М., Стање здравља обавезника Пожаревачког Војног Округа (VII Пуковска Команда) за 1895. годину, Српски архив за целокупно лекарство : часопис Српског лекарског друштва = Archives Serbes de médecine générale : organe de la Soćiété médicale Serbe = Serbian Archives of Medicine : Journal of the Serbian Medical Society, година I (1895), свеска 1. стр. 876.
- Жерајић М., Impotentia coeundi (због аномалије полних органа). Српски архив за целокупно лекарство : часопис Српског лекарског друштва = Archives Serbes de médecine générale : organe de la Soćiété médicale Serbe = Serbian Archives of Medicine : Journal of the Serbian Medical Society, година I (1895). стр. 731.
- Жерајић М., Живот у једном малом гарнизону, зборник „Српска војска”, год. (1901). стр. 851.
- Жерајић М., Посматрање и упечатци руских лекара за време Руско-јапанског Рата. Предавање по руским изворима од др Вредена и др Пусепа. Ратник, година XXIX (1907), свеска 62. стр. 873.
- Жерајић М., Министарство Војно: Болничарска служба у мирно и ратно доба. Написао Жерајић Милан, лекар, санитетски потпуковник, управник Тимочке Дивизијске Болнице. Београд : Министарство војно, 1909 (Београд : Штампарска радионица Министарства војног).
- Жерајић М., Профилакса и терапија инфекције и њених последица. Српски архив за целокупно лекарство : часопис Српског лекарског друштва = Archives Serbes de médecine générale : organe de la Soćiété médicale Serbe = Serbian Archives of Medicine : Journal of the Serbian Medical Society, година XXXIII (1931), свеска 12. стр. 995.
- Жерајић М., Поводом уредбе о оцени способности војних обвезника за службу у миру и рату. Ратник, година XLII (1926), број X. стр. 102.
- Жерајић М., К проблему служења трахомаша у војсци и сузбијању самозаражавања и симулација код рекрута. Ратник, година XLV (1929), број VII-IX. стр. 72.
- Жерајић М., Профилакса и терапија инфекције и њених последица : значај комбиновања кристалоида и ензима у практичној медицини : моје ратно и поратно искуство. Београд : Научна књижара "Сциентиа", 1931.
- Жерајић М., Случај гастрономије при потпуном сужењу једњака, Српски архив за целокупно лекарство : часопис Српског лекарског друштва = Archives Serbes de médecine générale : organe de la Soćiété médicale Serbe = Serbian Archives of Medicine : Journal of the Serbian Medical Society, година I (1895), свеска 21-22. стр. 731.
- Жерајић М., Невесиње у 1874/1875, Споменица о херцеговачком устанку 1875, Београд, год. (1928). стр. 71—87.

## Галерија
- К проблему служења трахомаша у војсци и сузбијању самозаражавања и симулација код рекрута.
- Посматрање и упечатци руских лекара за време Руско-јапанског Рата.
- Поводом уредбе о оцени способности војних обвезника за службу у миру и рату.
- Профилакса и терапија инфекције и њених последица.